# Catacombes des Capucins
Les catacombes des Capucins sont situées à Palerme, en Sicile, et abritent des corps ayant fait l'objet d'une momification.

## Histoire
À la fin du XVIe siècle, le cimetière du monastère des Capucins commençant à manquer de place, les moines construisirent une crypte sous ce dernier. En 1599, ils momifièrent l'un de leurs frères décédé, Silvestro de Gubbio, et le placèrent dans les catacombes. La plupart des corps datent du XIXe siècle.
On effectuait sur les corps un processus de déshydratation, avant de les laver au vinaigre après huit à douze mois d'attente. Certains étaient embaumés, alors que d'autres étaient enfermés et scellés dans des cabines de verre. Les momies étaient ainsi conservées avec leurs vêtements de tous les jours.
À l'origine, les catacombes avaient été creusées à la seule intention des moines. Au cours des siècles suivants, bénéficier d'une inhumation dans les catacombes capucines devint cependant une marque de prestige social pour l'élite sicilienne ; cela permettait par ailleurs aux religieux de récolter de l'argent et de transmettre le message du « memento mori ». Dans leur testament, les intéressés demandaient à être conservés avec un certain type de vêtements, ou même à ce qu'on modifie leurs habits à intervalles réguliers. Les prêtres portaient leurs vêtements sacerdotaux, alors que d'autres voulaient s'habiller selon la mode de leur époque. Les proches rendaient souvent visite à leurs disparus, non seulement pour prier, mais aussi pour maintenir les corps dans un aspect présentable.
Les catacombes furent entretenues pendant des siècles grâce aux dons des familles. Chaque nouveau corps était placé dans une niche temporaire, avant d'être déplacé dans son lieu de repos définitif. Tant que les dons se poursuivaient, le corps restait à sa place. Dans le cas contraire, le cadavre était entreposé sur une étagère en attendant l'arrivée de nouveaux fonds.

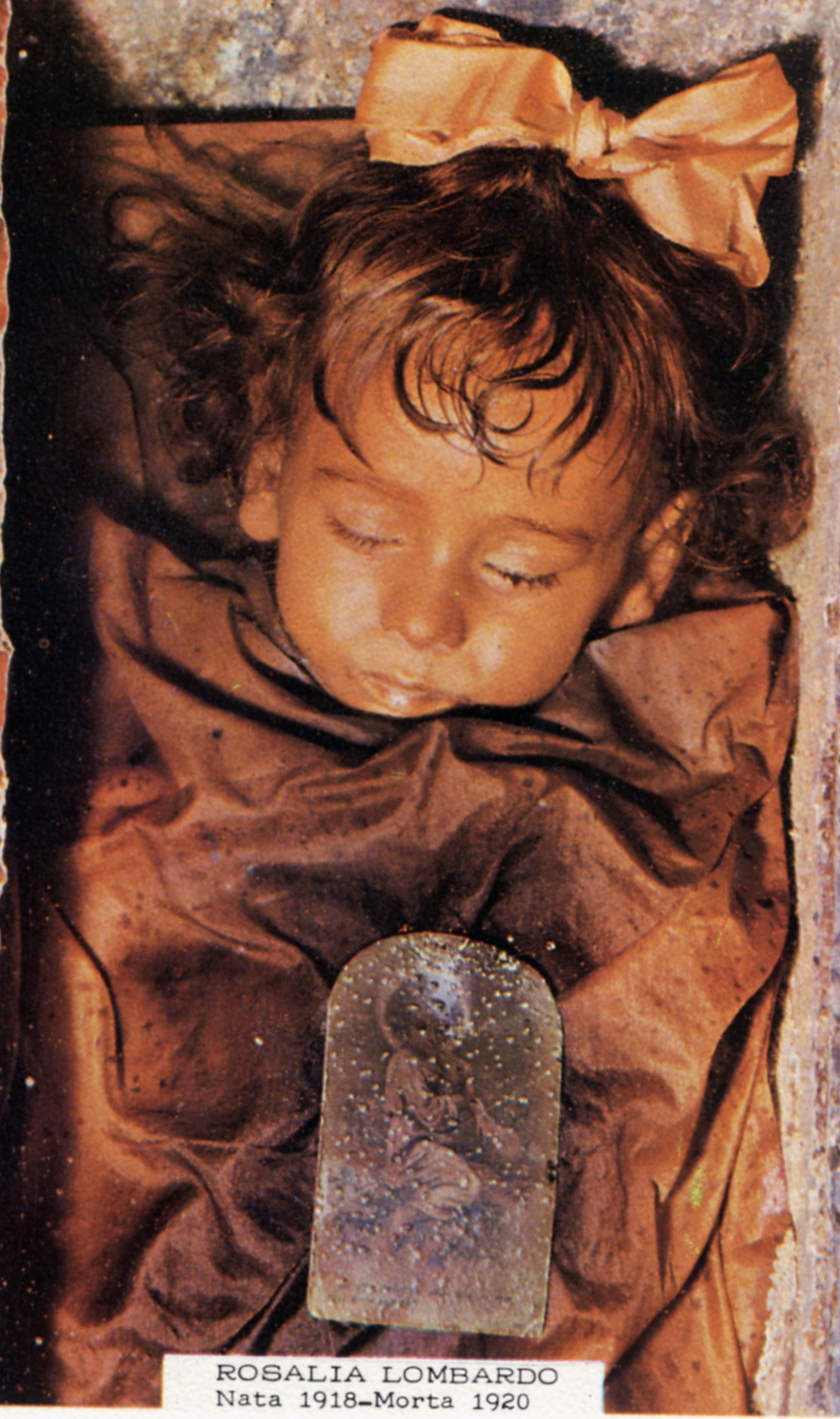
Momie de la petite Rosalia Lombardo.

Le dernier moine inhumé fut le frère Riccardo en 1871, mais d'autres personnes extérieures au monastère continuèrent à y entrer. Les catacombes ont cessé officiellement de fonctionner en 1880, bien qu'elles restent accessibles aux touristes et que les derniers enterrements aient en réalité eu lieu dans les années 1920. Mort en 1911, la momie du vice-consul des États-Unis Giovanni Paterniti présente toujours une moustache. L'une des toutes dernières personnes inhumées fut la petite Rosalia Lombardo, morte de pneumonie à l'âge de deux ans. Son corps, embaumé par le chimiste Alfredo Salafia, est toujours intact. Les rayons X ont montré que le cadavre était incroyablement préservé, avec des organes en excellent état depuis près d'un siècle. Grâce à l'air très sec des catacombes, au formaldéhyde exploité comme du fluide d'embaumement et à du zinc, le corps ne présente que peu de signes de vieillissement, comme une couleur de peau plus foncée là où elle est exposée à l'air ou à la lumière.

## Tourisme

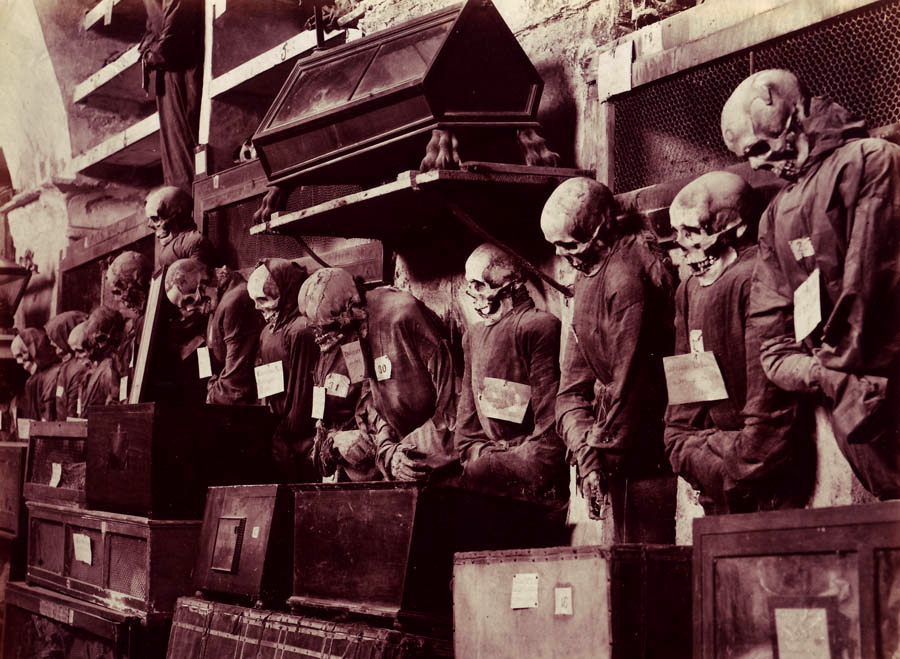
Giuseppe Incorpora, vue des catacombes des Capucins, photographie, vers 1900.

Le site est décrit avec précision par Guy de Maupassant dans En Sicile, un carnet de voyage publié en 1886, puis intégré en 1890 dans le volume de La Vie errante.
Les catacombes contiennent aujourd'hui environ 3 000 momies, disposées le long des murs. Les galeries sont divisées en plusieurs catégories : hommes, femmes, vierges, enfants, prêtres, moines et professionnels. Certains corps sont mieux préservés que d'autres, et certains sont figés dans une pose particulière : deux enfants sont assis ensemble sur une chaise berçante.
Les catacombes sont ouvertes au public, mais la prise de photographies y est, en théorie, proscrite. Des grilles en fer ont d'ailleurs été posées pour empêcher les touristes de toucher ou de se prendre en photo avec les corps. Depuis les années 1980, le dioxyde de carbone dégagé par la respiration des foules de touristes et l'éclairage donné par l'ouverture de fenêtres dans les parties hautes ont irrémédiablement modifié l'atmosphère propice à la conservation des corps, qui sont aujourd'hui très dégradés.

## Galerie

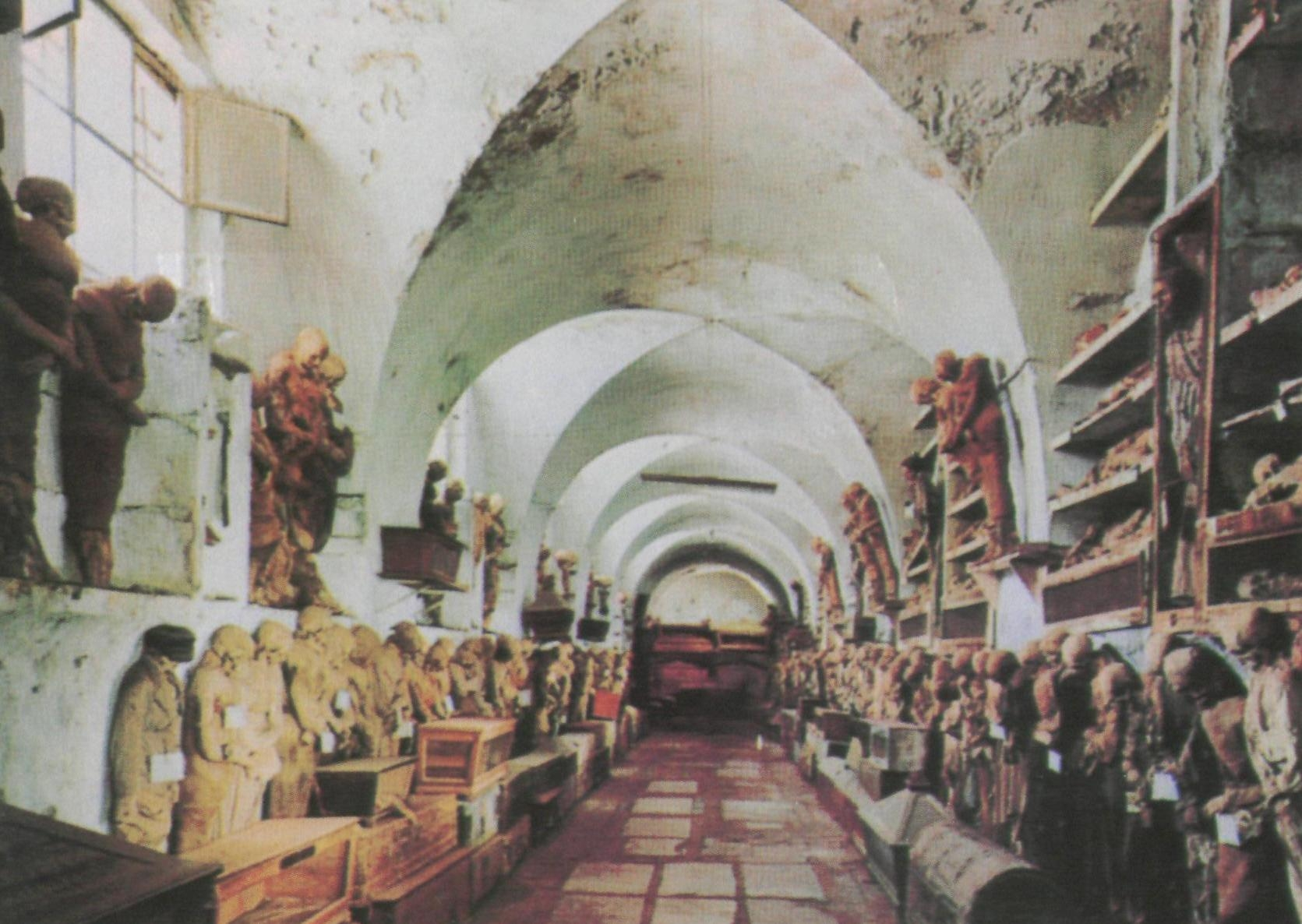
Couloir des professionnels.
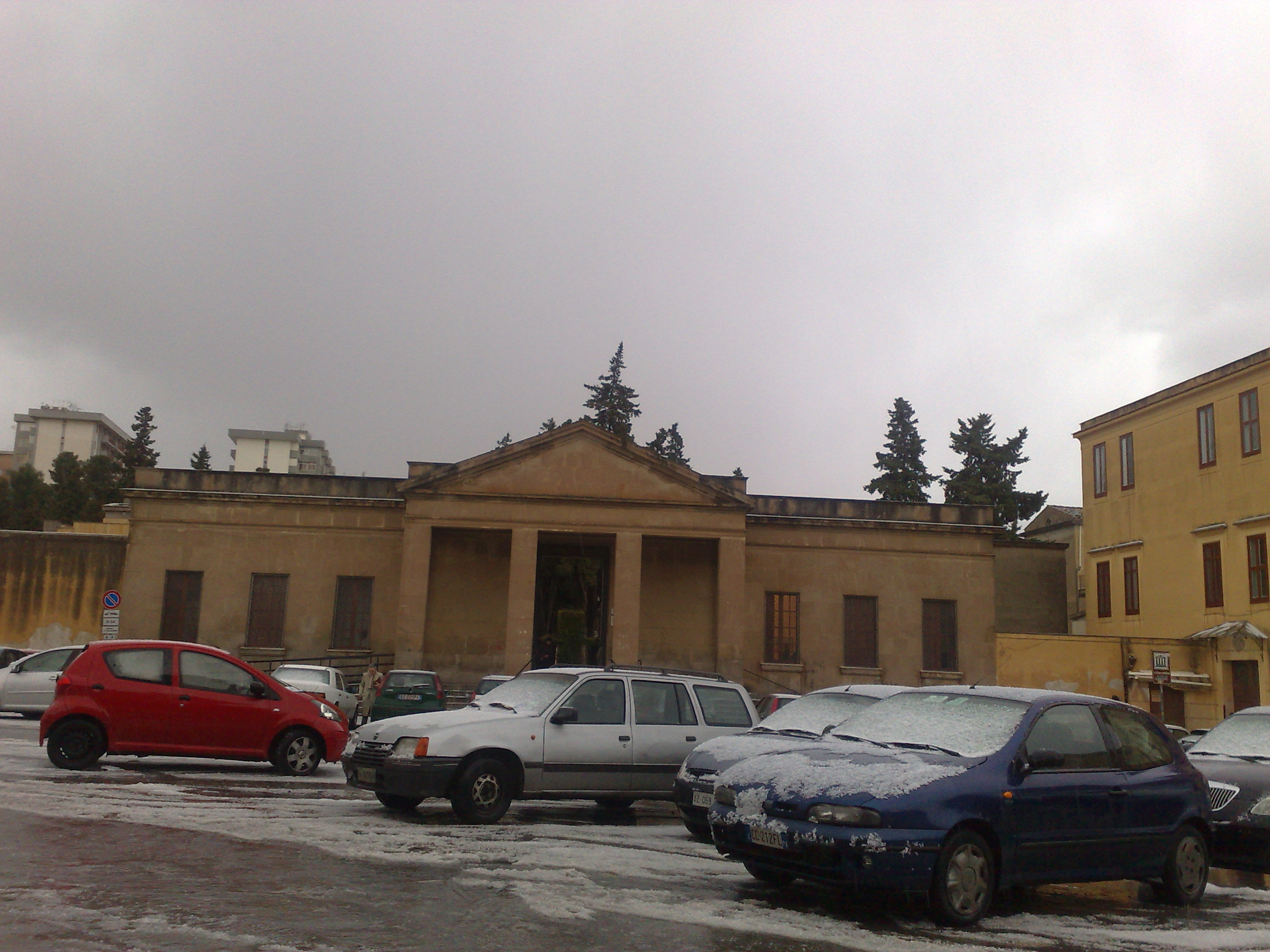
Entrée des catacombes.
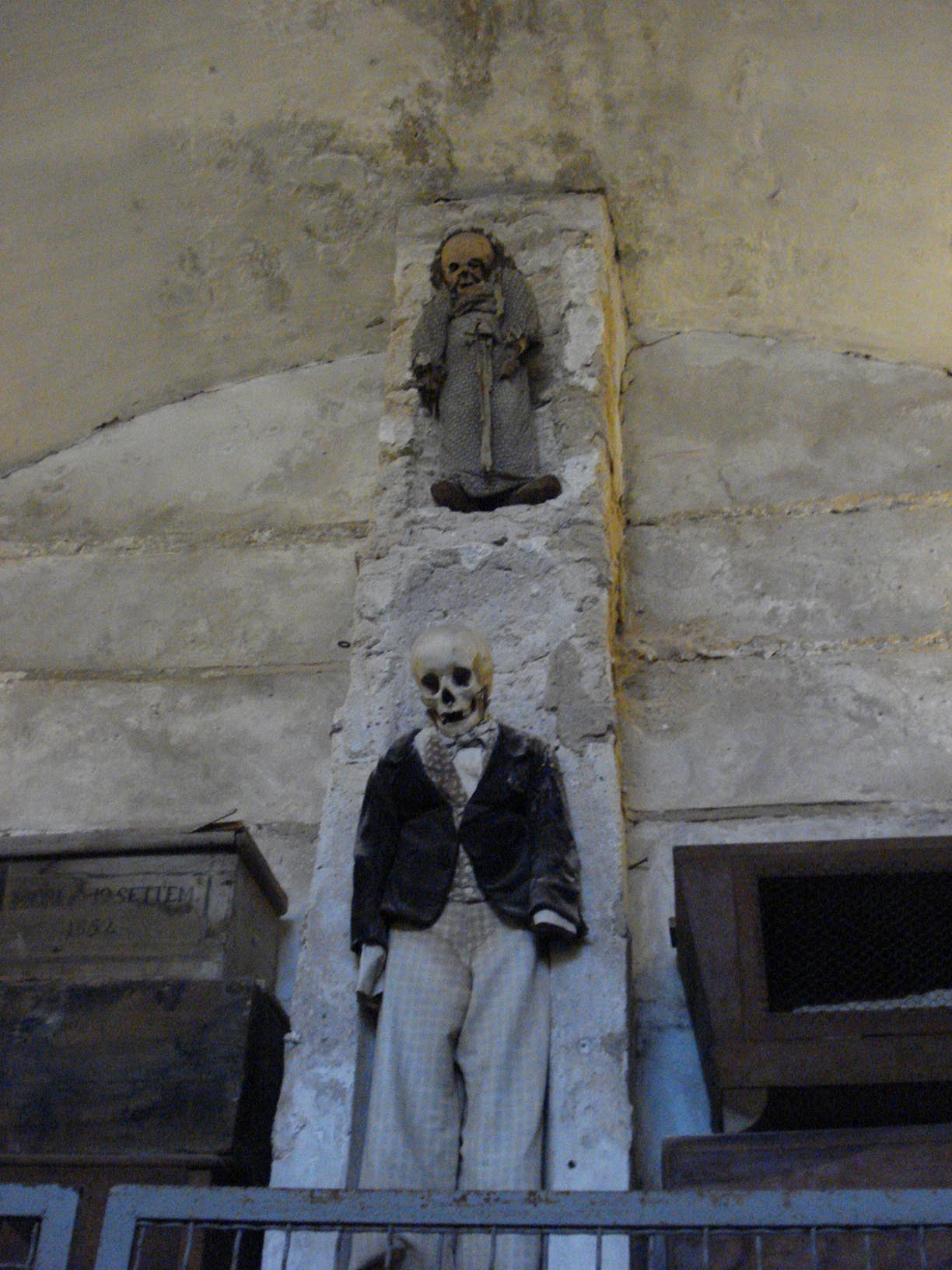
Couloir des hommes.
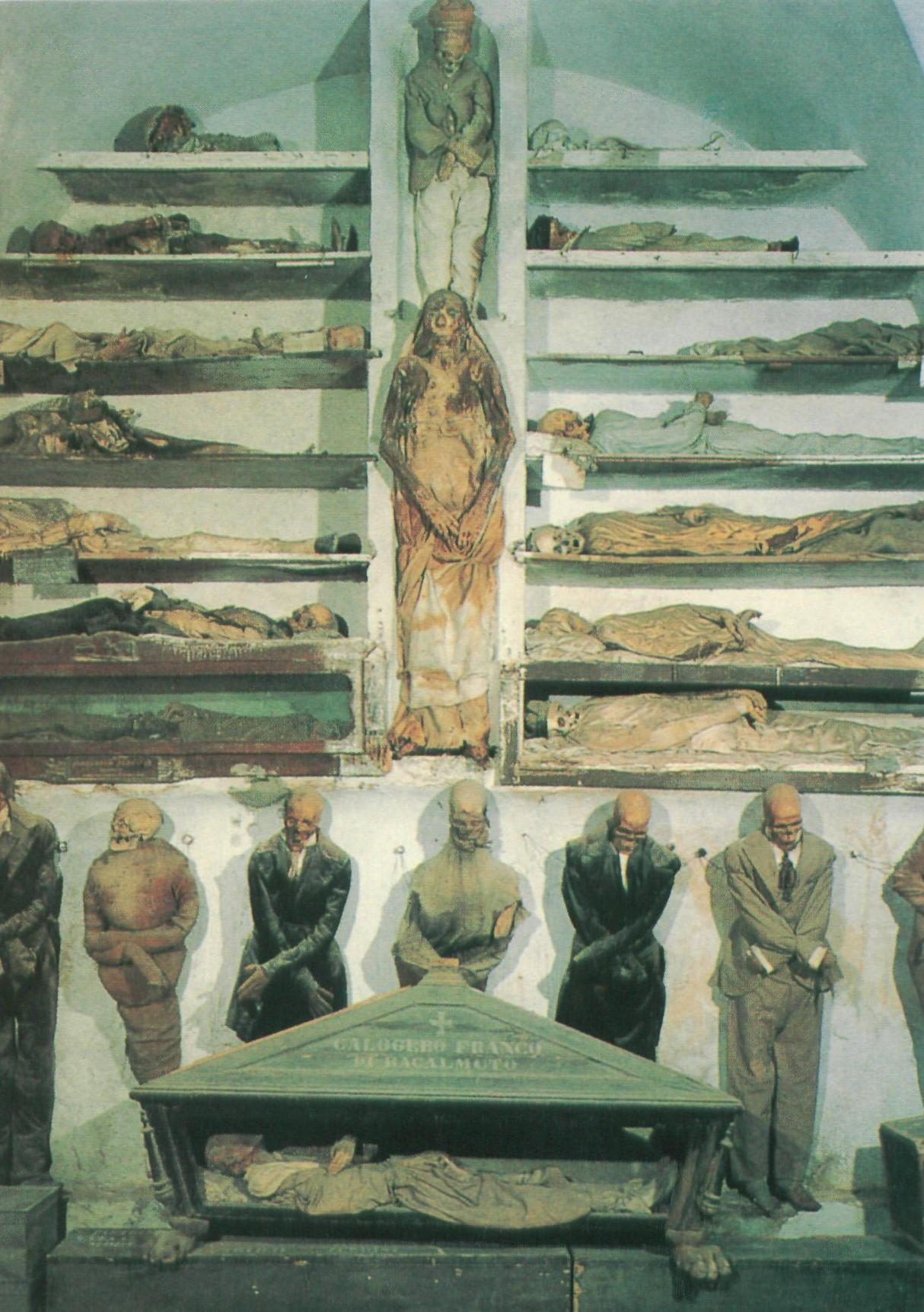
Couloir des hommes.
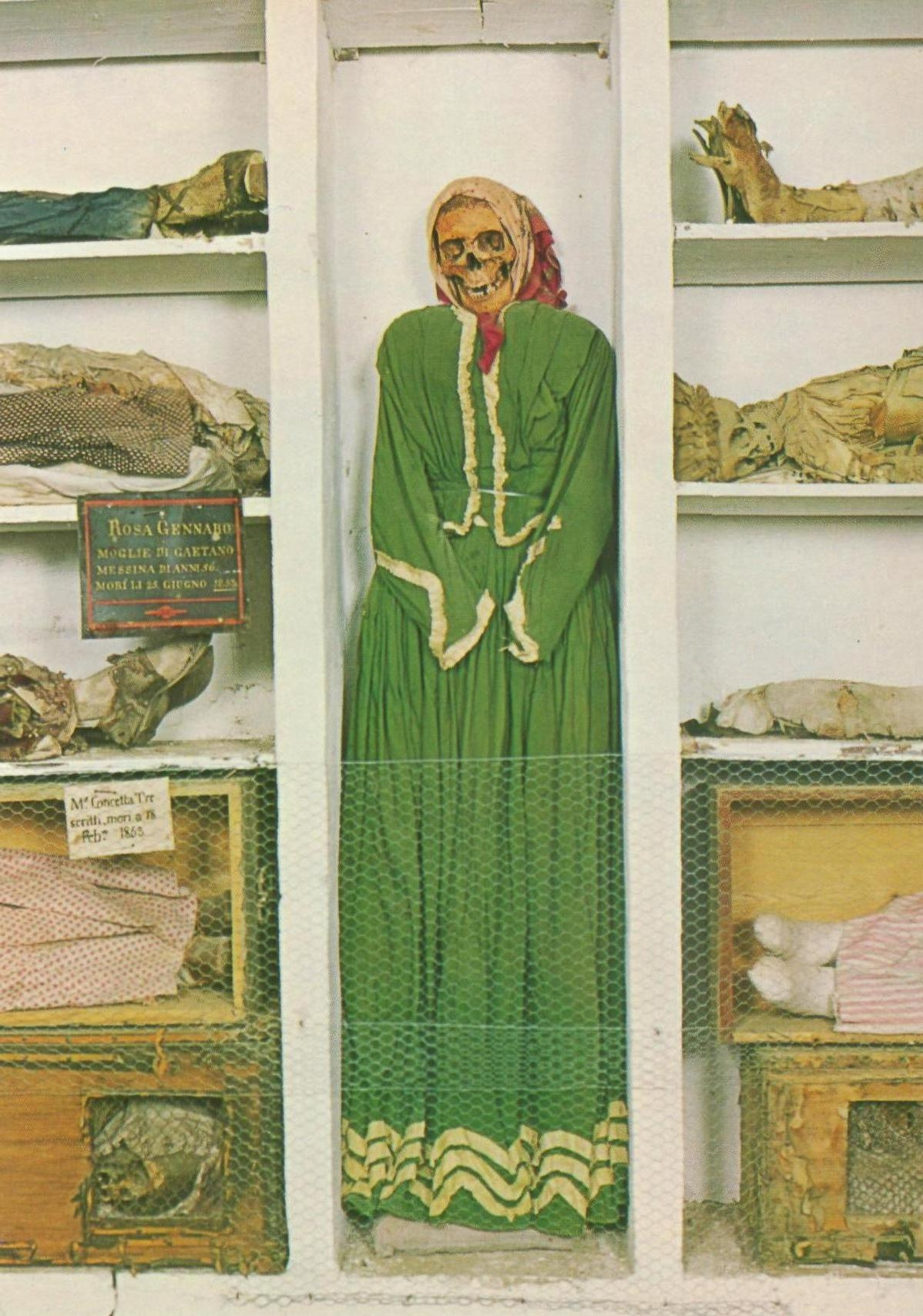
Couloir des femmes.
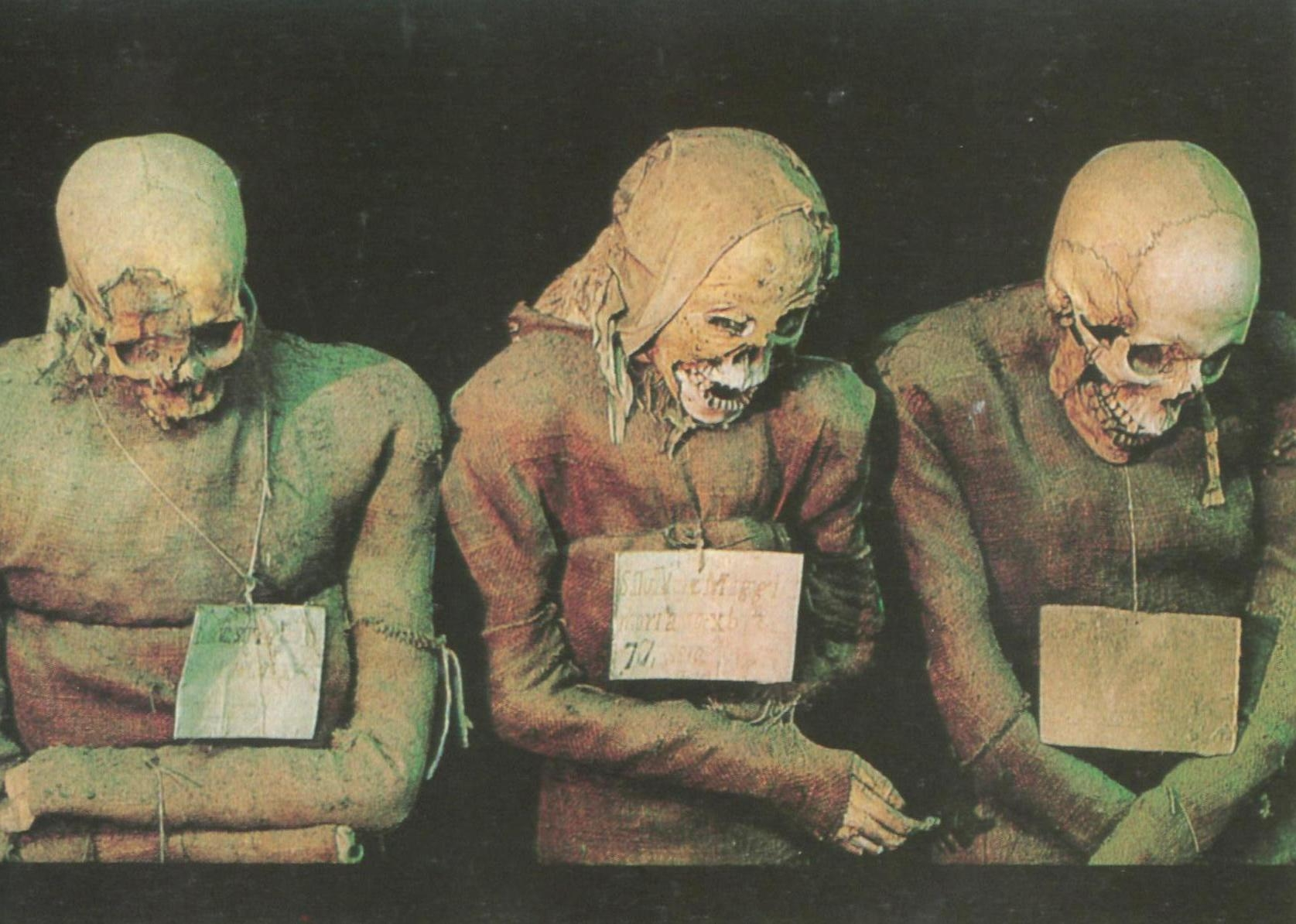
Moines.
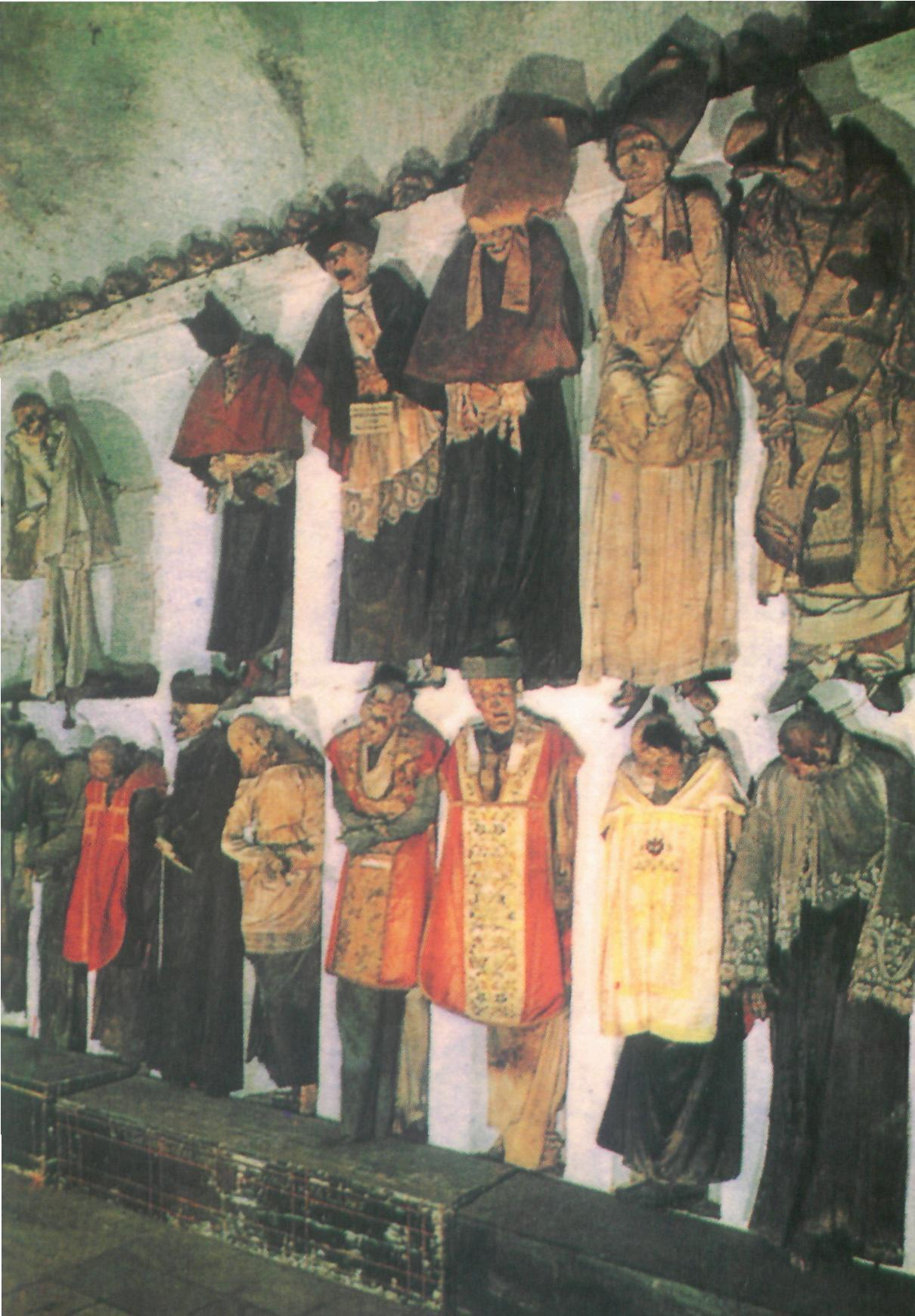
Prêtres.
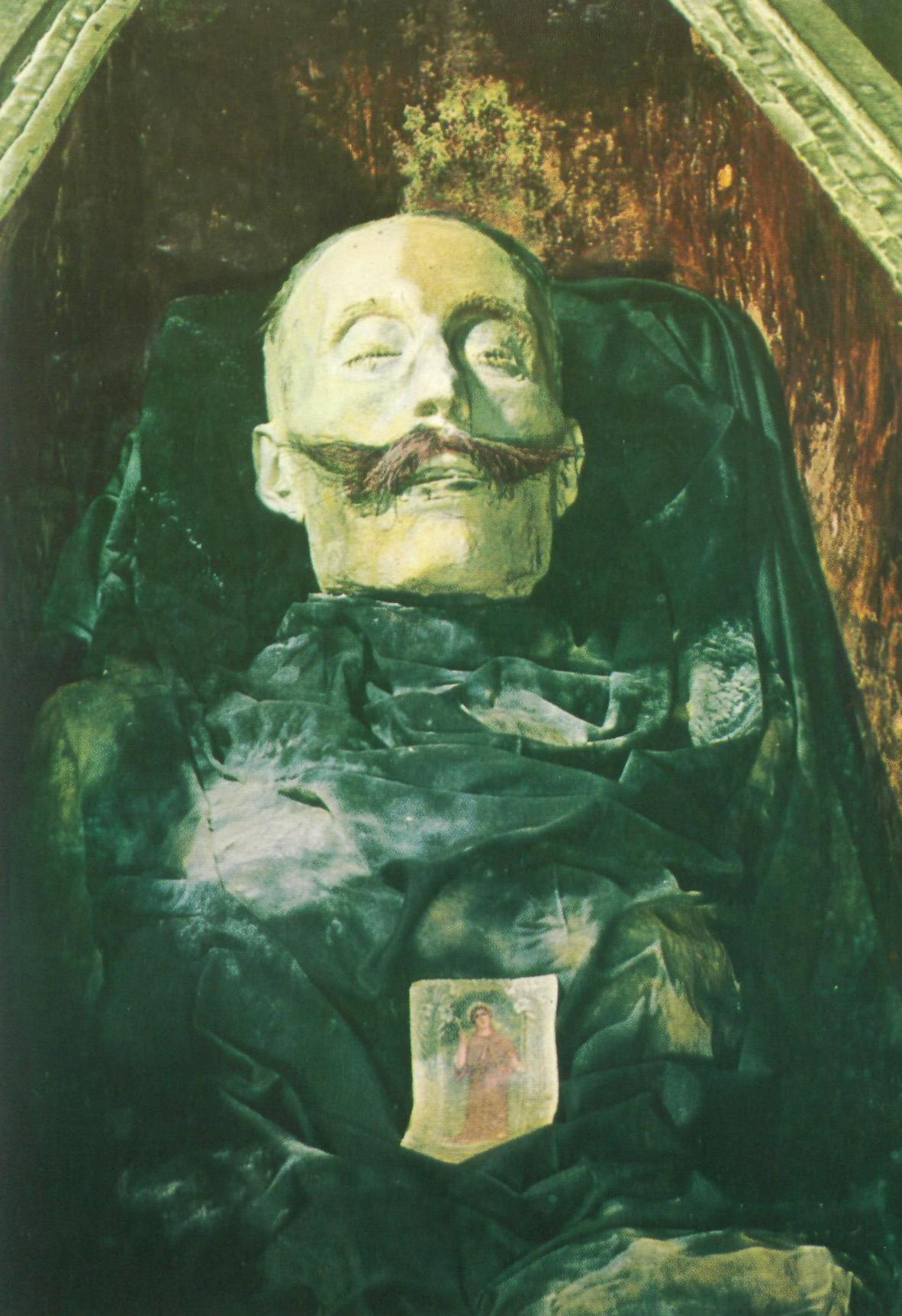
Momie de Giovanni Paterniti.

## Au cinéma
- 1983 : Cent Jours à Palerme (Cento Giorni a Palermo) de Giuseppe Ferrara
- 1976 : Cadavres exquis (Cadaveri eccellenti) de Francesco Rosi

## Photographies
Liste de photographes ayant réalisé un travail sur les momies des Catacombes des Capucins :
- Peter Hujar[4]
- Sigmar Polke[5]
- Jesse A. Fernandez[6]
- Sophie Zénon[7]
- Jean-Paul Goude